# Mongoloraphidia botanophila
Mongoloraphidia botanophila is een kameelhalsvliegensoort uit de familie van de Raphidiidae. De soort komt voor in Kirgizië.
Mongoloraphidia botanophila werd voor het eerst wetenschappelijk beschreven door H. Aspöck et al. in 1996.